# Lucian von Ziegler-Pozza
Lucian von Ziegler-Pozza (německy Luzian Eugen Joseph Maria Matthias Raimund Ritter von Ziegler-Pozza) (20. března 1852 Kotor – 8. září 1930 Dubrovník) byl rakousko-uherský admirál. Jako absolvent námořní akademie sloužil u c. k. námořnictva od roku 1870 a absolvoval několik zaoceánských plaveb. Uplatnil se jako důstojník dělostřelectva a pedagog, působil také jako úředník v námořní sekci na ministerstvu války. Na počátku 20. století byl velitelem vyšších jednotek námořnictva (I. eskadra, 1906–1908). Kariéru zakončil jako prezident Námořního technického výboru a v roce 1910 byl penzionován v hodnosti viceadmirála.

## Biografie

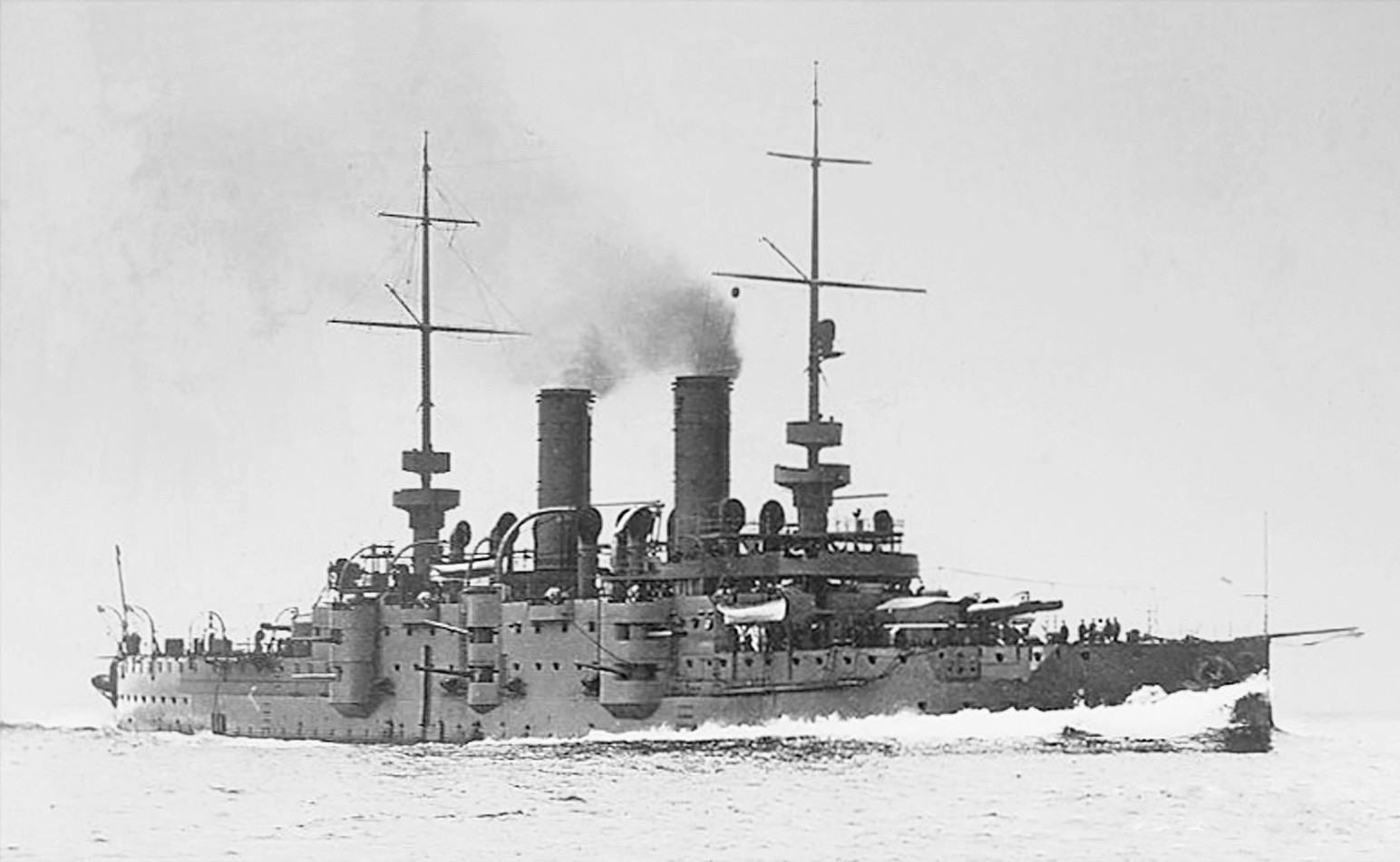
SMS Habsburg, vlajková loď kapitána Luciana Zieglera v letech 1903–1904

Narodil se jako nejmladší ze čtyř dětí rady zemského soudu Wenzela von Zieglera (1810–1896) a jeho manželky Marie, rozené hraběnky Pozza (respektive Pucić, 1820–1866) za staré patricijské rodiny z Dubrovnické republiky. Studoval na gymnáziu ve Splitu a v letech 1866–1870 na C. k. námořní akademii v Rijece. Jako kadet nastoupil v roce 1870 k námořnictvu a v letech 1870–1871 absolvoval cestu do Ameriky na fregatě SMS Novara. V roce 1873 získal hodnost praporčíka, poté sloužil u jednotek námořní pěchoty na pevnině a v roce 1876 byl přidělen k oblastnímu námořnímu velitelství v Terstu. Po roce 1880 působil u námořního arzenálu a Hydrografického úřadu v Pule, byl navigačním důstojníkem na obrněné lodi SMS Tegetthoff a v letech 1885–1886 u Námořního technického výboru. Mezitím postupoval v hodnostech (poručík I. třídy 1881, poručík II. třídy 1884). Uplatnil se jako instruktor dělostřelectva a získal velení nad menšími plavidly.
K datu 1. května 1894 byl povýšen na korvetního kapitána a jako technický referent byl přidělen k oblastnímu námořnímu velitelství v Terstu. V roce 1897 byl na bitevní lodi SMS Wien šéfem štábu vrchního velení námořnictva a v letech 1897–1898 velitelem výcvikové lodi SMS Radetzky. Mezitím získal hodnost fregatního kapitána (1. května 1897) a v letech 1898–1899 na korvetě SMS Frundsberg vedl expedici do východní Asie. V letech 1899–1901 byl přednostou oddělení pro výstavbu lodí v námořní sekci na ministerstvu války a mezitím byl k datu 1. listopadu 1900 povýšen na kapitána řadové lodi. Po odchodu z ministerstva války byl na výcvikové lodi SMS Radetzky velitelem dělostřelecké školy (1901–1903) a následně velitelem bitevní lodi SMS Habsburg (1903–1904).
Od října 1904 působil u Námořního technického výboru, kde pak dvakrát zastával funkci prezidenta (1905–1906 a 1908–1910). Ke dni 1. listopadu 1905 byl povýšen na kontradmirála a od června do září 1906 byl velitelem divize v Jaderském moři. Od prosince 1906 byl velitelem I. eskadry, kde pod ním mimo jiné sloužili pozdější významní velitelé námořnictva za první světové války Maximilian Njegovan a Franz von Holub. Jako velitel eskadry navštívil v roce 1908 Maltu a koncem roku 1908 se vrátil do funkce prezidenta Námořního technického výboru. Dne 1. listopadu 1909 byl povýšen do hodnosti viceadmirála a v srpnu následujícího roku byl penzionován.
Po odchodu do penze žil do konce první světové války v Terstu, později se usadil v Dubrovníku, kde zemřel 8. září 1930 ve věku 78 let a je zde také pochován.

## Rodina
Jeho manželkou byla hraběnka Anna Marie Caboga (respektive Kabuzić, 1858–1931), která stejně jako Lucianova matka pocházela ze staré šlechty Dubrovnické republiky a byla dcerou hraběte Heinricha Cabogy (1818–1881), doživotního člena rakouské Panské sněmovny. Sňatek uzavřeli v Dubrovníku v roce 1882 a z manželství se narodilo šest dětí, z nichž tři zemřely v dětství. Dcera Marika (1885–1964) byla manželkou kapitána řadové lodi Charlese Masjona, mladší dcera Helena (1889–1968) se provdala za korvetního kapitána barona Huga von Seyffertitz (1885–1966). Syn Theo (1905–1939) působil jako nižší úředník v diplomacii a byl majitelem statků v Jugoslávii.

## Tituly a ocenění
Byl uživatelem šlechtického titulu rytíř, který získal jeho otec. V roce 1912 byl adoptován příbuznými své matky z rodu Pozza a na základě císařského svolení používal od roku 1913 alianční jméno Ziegler-Pozza (respektive Ziegler-Pucić). Během služby u námořnictva získal několik vyznamenání v Rakousku-Uhersku i v zahraničí.

### Rakousko-Uhersko
- Služební odznak pro důstojníky (1895)
- Jubilejní pamětní medaile (1898)
- Vojenský záslužný kříž (1899)
- Řád železné koruny III. třídy (1904)
- rytířský kříž Leopoldova řádu (1908)
- Vojenský jubilejní kříž (1908)
- Služební odznak pro důstojníky (1910)

### Zahraničí
- komandér Danebrožského řádu (1905, Dánsko)
- Řád Osmanie I. třídy (1907, Osmanská říše)
- velkokříž Řádu Spasitele (1908, Řecko)
- Řád pruské koruny I. třídy (1908, Německo)
- velkokříž Námořního záslužného kříže (1908, Španělsko)